# 스페인 군주국
스페인 군주국(라틴어: Monarchia Hispaniae, 스페인어: Monarquía Hispánica) 또는 스페인 합스부르크 혹은 스페인 합스부르크 왕조란 16세기부터 18세기까지 합스부르크 왕가의 스페인 지부(재위: 1516년 ~ 1713년)에 의해 통치된 거대한 영토(현재의 스페인, 프랑스 남동부, 포르투갈, 그리고 이베리아 반도 밖의 많은 영토 포함)를 가리키는 현대 역사 용어이다. 중앙유럽과 동유럽의 역사에서 그것의 역할과 관련이 있다.) 스페인 군주국은 복합군주제이자 개인 연합이었다. 합스부르크의 히스패닉 군주들(주로 카를 1세와 필리프 2세)은 스페인 제국을 통치하는 그들의 영향력과 권력의 정점에 도달했다. 그들은 아메리카, 동인도 제도, 저지대 국가, 벨기에, 룩셈부르크, 그리고 현재 유럽의 이탈리아, 프랑스, 독일, 1580년부터 1640년까지 포르투갈 제국, 그리고 북아프리카의 세우타, 오란과 같은 다양한 다른 영토를 지배했다. 스페인 역사의 이 시기는 "확장 시대"라고도 불린다.
합스부르크 왕가와 함께 스페인은 16세기와 17세기 동안 유럽과 세계에서 가장 큰 정치적, 군사적 강대국 중 하나였다. 합스부르크 왕가의 시기에 스페인은 아빌라의 테레사, 페드로 칼데론 데 라 바르카, 미겔 데 세르반테스, 프란시스코 데 케베도, 디에고 벨라스케스, 엘 그레코, 도밍고 데 소토, 프란시스코 수레 등 세계에서 가장 뛰어난 작가와 화가들을 배출했다.
스페인은 1580년부터 아라곤, 발렌시아, 카탈루냐, 카스티야, 레온, 나바라, 포르투갈을 포함한 이베리아 반도 전역에 걸쳐 있었다.
1469년 카스티야의 이사벨라 1세와 아라곤의 페르난도 2세의 결혼으로 두 주요 왕국인 카스티야와 아라곤의 연합이 이루어졌고, 결국 1492년 그라나다를 정복한 레콘키스타와 1512년~1529년 나바라 정복으로 사실상 스페인의 통일이 이루어졌다. 이사벨라와 페르디난도는 1494년 교황 알렉산데르 6세에 의해 "가톨릭 왕과 여왕"이라는 칭호를 부여받았고, 모나키아 카톨리카라는 용어는 스페인 합스부르크 왕가의 통치하에서 여전히 사용되었다. 합스부르크 시대는 18세기에 제도화된 의미에서 "스페인"의 개념을 형성했다.
스페인은 1707년 누에바 플랜타 법령이 제정되면서 통일국가가 되었다. 1700년 스페인의 마지막 합스부르크 왕 카를 2세가 사망한 후, 스페인 왕위 계승 전쟁으로 인해 부르봉 왕가의 필리프 5세가 즉위하고 새로운 중앙집권적 국가 형성이 시작되었다.

## 역대 국왕
- 펠리페 1세 (카스티야 여왕 후아나 1세와 공동 통치: 1504년 - 1506년)
- 카를로스 1세 (1516년 - 1556년), 신성 로마 제국의 황제 (1519년 - 1556년)
- 펠리페 2세 (1556년 - 1598년), 포르투갈 왕 (1580년 - 1598년)
- 펠리페 3세 (1598년 - 1621년), 포르투갈 왕
- 펠리페 4세 (1621년 - 1665년), 포르투갈 왕 (1621년 - 1640년)
- 카를로스 2세 (1665년 - 1700년)

## 같이 보기
- 합스부르크 제국
- 스페인의 역사
- 오스만-합스부르크 전쟁

## 참고 문헌
- Armstrong, Edward (1902). The Emperor Charles V. New York: The Macmillan Company
- Black, Jeremy (1996). The Cambridge Illustrated Atlas of Warfare: Renaissance to Revolution. Cambridge: Cambridge University Press. ISBN 0-521-47033-1
- Braudel, Fernand (1972). The Mediterranean and the Mediterranean World in the Age of Philip II, trans. Siân Reynolds. New York: Harper & Row. ISBN 0-06-090566-2
- Brown, J. and Elliott, J. H. (1980). A palace for a king. The Buen Retiro and the Court of Philip IV. New Haven: Yale University Press
- Brown, Jonathan (1998). Painting in Spain: 1500–1700. New Haven: Yale University Press. ISBN 0-300-06472-1
- Dominguez Ortiz, Antonio (1971). The golden age of Spain, 1516–1659. Oxford: Oxford University Press. ISBN 0-297-00405-0
- Edwards, John (2000). The Spain of the Catholic Monarchs, 1474–1520. New York: Blackwell. ISBN 0-631-16165-1
- Harman, Alec (1969). Late Renaissance and Baroque music. New York: Schocken Books.
- Kamen, Henry (1998). Philip of Spain. New Haven and London: Yale University Press. ISBN 0-300-07800-5
- Kamen, Henry (2003). Empire: How Spain Became a World Power, 1492–1763. New York: HarperCollins. ISBN 0-06-093264-3
- Kamen, Henry (2005). Spain 1469–1714. A Society of Conflict (3rd ed.) London and New York: Pearson Longman. ISBN 0-582-78464-6
- Parker, Geoffrey (1997). The Thirty Years' War (2nd ed.). New York: Routledge. ISBN 0-415-12883-8
- Parker, Geoffrey (1972). The Army of Flanders and the Spanish road, 1567–1659; the logistics of Spanish victory and defeat in the Low Countries' Wars.. Cambridge: Cambridge University Press. ISBN 0-521-08462-8
- Parker, Geoffrey (1977). The Dutch revolt. Cambridge: Cambridge University Press. ISBN 0-8014-1136-X
- Parker, Geoffrey (1978). Philip II. Boston: Little, Brown. ISBN 0-316-69080-5
- Parker, Geoffrey (1997). The General Crisis of the Seventeenth Century. New York: Routledge. ISBN 0-415-16518-0
- Stradling, R. A. (1988). Philip IV and the Government of Spain. Cambridge: Cambridge University Press. ISBN 0-521-32333-9
- Various (1983). Historia de la literatura espanola. Barcelona: Editorial Ariel
- Gallardo, Alexander (2002), "Spanish Economics in the 16th Century: Theory, Policy, and Practice", Lincoln, NE:Writiers Club Press, 2002. ISBN 0-595-26036-5.
- Smith, Preserved (1920).  Haskins, Charles Homer, 편집. 《The Age of the Reformation》. American Historical Series. New York: Henry Holt and Company. 522쪽. OCLC 403814.